# دانيلو أوروزكو
دانيلو أوروزكو هو عالم موسيقى كوبي، ولد في 1944 في سانتياغو دي كوبا في كوبا، وتوفي في 26 مارس 2013 في هافانا في كوبا.